# The Ten
The Ten és una pel·lícula de comèdia estatunidenca del 2007 dirigida per David Wain i coescrita per Ken Marí en ThinkFilm. La pel·lícula va ser llançada el 3 d'agost de 2007. El DVD va ser llançat el 15 de gener de 2008.

## Trama
Deu històries, cadascuna inspirada en els Deu Manaments: 
1: "Thou Shalt Worship No God Before Me"
Un home (Adam Brody) es converteix en una celebritat després de caure d'un avió i estar de manera duradora incrustat al sòl. Després d'un ràpid ascens a la fama, es torna orgullós i arrogant, referint-se a si mateix com un Déu. La seva carrera s'enfonsa i ho perd tot. La seva promesa (Winona Ryder) el deixa.
2: "Thou Shalt Not Take the Lord's Name in Vain"
Una bibliotecària (Gretchen Mol) té un despertar sexual a Mèxic amb un noi local (Justin Theroux) que resulta ser Jesucrist. Eventualment s'estableix i es casa amb el seu company de treball (A. D. Milers), però es recorda de la seva aventura amb Jesús quan la seva família resa abans d'un menjar.
3 "Thou Shalt Not Murder"
Un doctor (Ken Marí) mata al seu pacient en deixar-li un parell de tisores dins del seu abdomen durant una cirurgia. Malgrat esperar que retiressin els càrrecs pel fet que va deixar les tisores "com un babau", el jutge i el jurat el condemnen a una vida a la presó.
4 "Honor Thy Mother and Thy Father"
Una mare blanca (Kerri Kenney-Silver) recluta a un imitador d’Arnold Schwarzenegger (Oliver Platt) per a ser la figura paterna del seu fill negre després d’assabentar-se que ell és el seu pare biològic. Es revela que el seu pare és en realitat Arsenio Hall, però decideixen mantenir a l'imitador d'Arnold com a part de la família; malgrat no ser capaç d'imitar a Arsenio, ell pot fer una molt bona impressió d’Eddie Murphy.
5 "Thou Shalt Not Covet Thy Neighbor's Goods"
Un detectiu de policia (Liev Schreiber) cobdícia del seu veí (Joe Lo Truglio) una màquina d'escaneig.
6 "Thou Shalt Not Covet Thy Neighbor's Wife"
Un presoner (Rod Corddry) desitja un reclús com a "puta" (el doctor de la tercera història) de la seva propietat.
7 "Thou Shalt Not Steal"
La dona (Winona Ryder) de la primera història, en haver-se casat recentment amb un presentador de televisió, s'enamora d'un ventríloc de marionetes, els roba i fuig per a tenir una relació romàntica amb ell.
8 "Thou Shalt Not Bear False Witness"
El ventríloc, en haver perdut el seu ninot i convertir-se en un addicte a l'heroïna i no tenir llar, li narra a un altre home sense llar una història sobre un rinoceront d'animació (veu de H. Jon Benjamin) que es guanya reputació de mentider.
9 "Thou Shalt Not Commit Adultery"
Jeff Reigert (Paul Rudd) presenta totes aquestes històries en una audiència, mentre lluita amb el seu propi dilema: haver de triar entre la seva bella esposa (Famke Janssen) i el seu amant una mica més jove (Jessica Alba).
10 "Remember the Sabbath and Keep It Holy"
L'espòs de la segona història (A.D. Milers) se salta a l'església amb la seva família per a despullar-se amb els seus amics i escoltar a Roberta Flack.

## Repartiment
- Paul Rudd com a Jeff Reigert.
- Winona Ryder com a Kelly LaFonda.
- Jessica Alba com a Liz Anne Blazer.
- Adam Brody com a Stephen Montgomery.
- Famke Janssen com a Gretchen Reigert.
- Justin Theroux com a Jesús.
- Oliver Platt com a Marc Jacobson.
- Liev Schreiber com a Ray Johnson.
- Gretchen Mol com a Gloria Jennings.
- Rob Corddry com a Duane Rosenblum.
- Michael Ziegfeld com a Harlan Swallow / Gary.
- Ken Marino com a Dr. Glenn Richie.
- Janeane Garofalo com a Beth.
- Mather Zickel com a Louis La Fonda.
- Kerri Kenney-Silver com a Bernice Jaffe.
- A.D. Miles com a Oliver Jennings.
- Michael Showalter com a Policía Lt. Flarn Bairn
- David Wain com a Abe Grossman.
- Thomas Lennon com a Scotty Pale.
- Bobby Cannavale com a Marty.
- Ron Silver com a Fielding Barnes.
- Joe Lo Truglio com a Paul.
- Robert Ben Garant com a Bob.
- Jason Sudeikis com a Tony Contiella.
- Kevin Allison com a Stanley.
- Rashida Jones com a Rebecca.
- Jon Hamm com a Charles.

## Recepció
La pel·lícula va rebre crítiques diverses. Segons el lloc web de l'agregador de ressenyes Rotten Tomatoes, el 36% dels crítics han donat a la pel·lícula una crítica positiva basada en 81 crítiques, amb una valoració mitjana de 5,12/10. El Consens de Crítics del lloc diu: "Tot i que alguns dels esbossos que formen The Ten són humorístics, el to desigual i aleatori de la pel·lícula fa que es desfaci." A Metacritic, , la pel·lícula té una puntuació mitjana ponderada de 50 sobre 100 basada en 22 crítics, que indica "crítiques mixtes o mitjanes".